# Aksu (prefektura)
Aksu (chiń. 阿克苏地区; pinyin: Ākèsū Dìqū; ujg. ئاقسۇ ۋىلايىتى, Aqsu Wilayiti) – prefektura w Chinach, w regionie autonomicznym Sinciang. Siedzibą prefektury jest Aksu. W 1999 roku liczyła 2 013 456 mieszkańców.

## Podział administracyjny
Prefektura Kaszgar podzielona jest na:
- 2 miasta: Aksu, Kuqa,
- 7 powiatów: Wensu, Xayar, Xinhe, Baicheng, Wushi, Awat, Keping.